# Aglaia cucullata
Aglaia cucullata är en tvåhjärtbladig växtart som först beskrevs av William Roxburgh, och fick sitt nu gällande namn av Pellegrin. Aglaia cucullata ingår i släktet Aglaia och familjen Meliaceae. Inga underarter finns listade i Catalogue of Life.